# Grążyk
Grążyk (Trawiaste, dawniej Linowe i Zielone) – zanikające jezioro (obecnie użytek ekologiczny o nazwie Duże Bagno) w zachodniej Polsce, położone w województwie lubuskim, w powiecie międzyrzeckim, w gminie Międzyrzecz, ok. 5 km na północ od Międzyrzecza, 500 m na wschód od jeziora Głębokie. 

## Charakterystyka
Jezioro znajduje się w ostatniej fazie zanikania. Basen dawnego zbiornika wodnego porośnięty jest zaroślami łozowymi, wśród których dominują krzewiaste wierzby, kruszyna oraz kępy olszy i brzozy. Wewnątrz znajduje się trzęsawisko z niewielkimi oczkami wodnymi. Powierzchnia zwierciadła wody wynosi mniej niż 1 hektar. Jezioro Grążyk oraz przyległe tereny są odwadniane przez Kanał Białe Łąki, który odprowadza nadmiar wody do rzeki Obry.
Obecnie jest to ostoja zwierzyny i ptactwa wodnego, którą objęto ochroną tworząc w 2004 r. użytek ekologiczny Wielkie Bagno o powierzchni 54,95 ha.
W latach 2011–2014 przy zachodnim brzegu dawnego jeziora wybudowano - po nowym śladzie - drogę ekspresową S3 (odcinek Gorzów Wielkopolski Południe – Międzyrzecz Północ).

## Historia
Akwen wzmiankowany był już w 1390 r., gdy niejaki Wincenty z Chyciny z synami sprzedał za 300 grzywien opatowi i cystersom w Zemsku wsie Kalsko i Rojewo oraz pięć okolicznych jezior.
Jezioro Grążyk wraz z sąsiednim Głębokim oraz okolicznymi lasami zostały wymienione 16 kwietnia 1485 w przywileju nadanym Międzyrzeczowi przez króla Kazimierza IV Jagiellończyka. Dzięki temu mieszkańcy miasta mogli "zgodnie ze starożytnym zwyczajem w jeziorach zwanych Strzeleckie (obecnie prawdopodobnie Głębokie) i Linye (Grążyk) z wolą dzierżawienia, podobnie i w rzece sieciami mają prawo ryby łowić. Oba jeziora miały podobną powierzchnię i były bogate w ryby. Płytszy Grążyk obfitował w liny, karasie i płocie. W sąsiednim Głębokim najcenniejsza była sielawa.
W XVIII wieku toczył się długotrwały spór o oba jeziora i otaczające lasy pomiędzy Międzyrzeczem, a opatem klasztoru cysterskiego w Bledzewie. Zakon od dawna posiadał lasy i pola obok pobliskiego Kalska i wysuwał roszczenia do miejskich posiadłości. Gdy opat zażądał okazania przywileju królewskiego, rada miasta 10 października 1647 wysłała delegację z dokumentem do Bledzewa. Zakonnicy przyjęli rajców miejskich bardzo gościnnie i urządzili ucztę. Gdy pijani rajcy posnęli to przywilej królewski im skradziono i z pustymi rękoma musieli wracać do domu. Międzyrzecz na kilkadziesiąt lat stracił jeziora i okoliczne lasy, natomiast mieszkańcy długo narzekali, że panowie rada las z jeziorami przepili.
Po upadku Rzeczypospolitej jeziora i lasy przejęło państwo pruskie. W połowie XIX wieku dokonano gruntownej melioracji okolicznych terenów, co spowodowało szybkie wysychanie jeziora Grążyk. W 1894 r. akwen miał powierzchnię 19,7 ha, w 1944 r. 6,6 ha, w 1975 r. 2,7 ha i w 1998 r. 1,3 ha. W XXI w. gwałtownie zaczął opadać poziom sąsiedniego jeziora Głębokie.
Nazwę Grążyk wprowadzono urzędowo w 1955 r., zastępując poprzednią niemiecką nazwę jeziora – Grasiger See.